# Hilara campinosensis
Hilara campinosensis är en tvåvingeart som beskrevs av Niesiolowski 1986. Hilara campinosensis ingår i släktet Hilara och familjen dansflugor.
Artens utbredningsområde är Polen. Arten är reproducerande i Sverige. Inga underarter finns listade i Catalogue of Life.